# 小行星40440
小行星40440（40440 Dobrovský）是一颗绕太阳运转的小行星，为主小行星带小行星。该小行星于1999年9月11日发现。
該小行星以捷克語言學家約瑟夫·多布羅夫斯基命名。

## 轨道参数
小行星40440的轨道半长轴为3.0328449 UA，离心率为0.102。